# Pseudohomonyx samarensis
Pseudohomonyx samarensis är en skalbaggsart som beskrevs av Miyake och Yamaya 1997. Pseudohomonyx samarensis ingår i släktet Pseudohomonyx och familjen Dynastidae. Inga underarter finns listade i Catalogue of Life.